# Kathryn Patricia Hire
Kathryn Patricia Hire (Mobile, Alabama, 1959. augusztus 26. –) amerikai űrhajósnő.

## Életpálya
1981-ben a Haditengerészeti Akadémián (USAF Academy) mérnöki diplomát szerzett. 1982-ben kapott repülőgép vezetői jogosítványt. Szolgálati feladatként a levegőből oceanográfiai térképezést végzett. Szolgálati repülőgépe az RP–3D Orion volt. A Naval Air Training Unit Mather (NAVAIRTU Mather) oktató pilóta. 1989-től a Naval Reserve NAS (Jacksonville, Florida) munkatársa. 1991-ben a Florida Institute of Technology keretében megvédte diplomáját. 1991-től Space Shuttle Test Project Engineer (TPE).
1994. december 9-től a Lyndon B. Johnson Űrközpontban részesült űrhajóskiképzésben. 2001-2003 között Irakban teljesített szolgálatot. Az Űrhajózási Iroda megbízásából a Shuttle Avionics Integrációs Laboratórium vezetője. Két űrszolgálata alatt összesen 29 napot, 15 órát és 56 percet (711 óra) töltött a világűrben. 2010. márciustól köszönt el az űrhajósoktól.

## Űrrepülések
- STS–90, a Columbia űrrepülőgép 25. repülésének küldetésfelelőse. A Spacelab mikrogravitációs laboratóriumban (Neurolab) hat űrügynökség és hét amerikai kutató intézet által összeállított kutatási, kísérleti és anyagelőállítási küldetését végezték. Kilenc ország 31 programját teljesítették. A legénység 12 órás váltásokban végezte feladatát. Egy űrszolgálata alatt összesen 15 napot, 21 órát és 50 percet (382 óra) töltött a világűrben. 10 000 000 kilométert (6 200 000 mérföldet) repült, 256 alkalommal kerülte meg a Földet.
- STS–130, az Endeavour űrrepülőgép repülésének küldetésfelelőse. Legfőbb feladata a Tranquility modul és a Kupola feljuttatása a Nemzetközi Űrállomásra. Negyedik űrszolgálata alatt összesen 13 napot, 18 órát és 6 percet (330 óra) töltött a világűrben. 9 250 000 kilométert (5 700 000 mérföldet) repült, 217 alkalommal kerülte meg a Földet.